# Vilyvitány
Vilyvitány is een plaats (község) en gemeente in het Hongaarse comitaat Borsod-Abaúj-Zemplén. Vilyvitány telt 321 inwoners (2001).